# 云县站
云县站，位于中华人民共和国云南省临沧市云县爱华镇忙回村，是大临铁路上的火车站，于2020年12月30日启用。

## 歷史
- 2020年12月30日启用。

## 外部連結
- 中国铁路客户服务中心 （页面存档备份，存于）